# Тихая революция
Тихая революция (фр. Révolution tranquille, англ. Quiet Revolution) — цепь политических и социально-экономических событий в Канаде 1960—1970-х гг., заставившая канадцев и мировую общественность по-новому взглянуть на этническую картину канадского государства и в первую очередь пересмотреть отношения между главными его составляющими: англоканадцами и франкоканадской общиной. Важные трансформации затронули все стороны жизни и быта преимущественно франкоязычной канадской провинции Квебек, вставшей на путь модернизации и сознательного поиска чёткой национальной самоидентификации.
Как и в случае получивших известность в Восточной Европе бархатной революции и бархатного развода (в Чехословакии), главной целью Тихой революции был «мирный развод» или по крайней мере чёткое разграничение жизненного пространства между двумя народами, чьи попытки равноправно существовать на общее благо в едином государстве сопровождались конфликтами. Другим важным аспектом была модернизация и секуляризация франкоканадской общины и подъём её уровня жизни до североамериканского (аналогично Словакии, в 1990-х прошедшей период модернизации и подтягивающей уровень жизни внутри страны до уровня Чехии и Евросоюза).

## Предпосылки «революции»
Революция началась со «Ста дней Поля Сове» — реформ, начатых при кратковременном правлении консервативного премьера Поля Сове в 1959 году, и вылившихся после поражения консерваторов в широкомасштабные преобразования, осуществлённые провинциальным правительством Жана Лесажа (1960—1966), лидера Либеральной партии Квебека. Реформы положили конец эпохе авторитарного правления премьера Мориса Дюплесси, известной как «Великая тьма». Принято считать, что революция завершилась до Октябрьского кризиса 1970 года, но Квебек резко изменился с тех пор, в частности, наметился рост движения за суверенитет, о чем свидетельствуют результаты на выборах сепаратистской Квебекской партии (впервые в 1976 году), образование сепаратистской политической партии, представляющей Квебек на федеральном уровне, Квебекского блока (создан в 1991 году), а также референдумов о суверенитете 1980 года и 1995 года. Некоторые учёные утверждают, что рост движения за суверенитет Квебека в 1970-е годы также является частью этого инновационного периода.

## Особенности Тихой революции
- Тихая революция носила относительно мирный, эволюционный характер, хотя не обошлось и без жертв.
- Тихая революция затронула все население провинции Квебек и, по словам националистов, «фактически привела к формированию самоопределившейся нации» внутри федеративной Канады — квебекцев.
- «Революция» сопровождалась стремительной секуляризацией (вплоть до атеизма) франкоканадского сообщества и резким демографическим переходом.
- Сглаживанием этнического дисбаланса в провинции, при котором политико-экономическая власть была практически полностью сосредоточена в руках небольшого англоязычного меньшинства в пользу франкоязычного большинства.

## Важнейшие последствия революции
- Создание в Квебеке Министерства образования и крупные инвестиции в образовательную систему провинции;
- Создание мощной сети профсоюзов в Квебеке для защиты от частных эксплуататоров, особенно в контексте этнической стратификации рабочей силы в провинции;
- Интенсивное национальное строительство в провинции, получившей широкие внутренние полномочия и, по словам националистов, фактически консолидировавшуюся в нацию, являющуюся частью Канады только в таможенно-экономическом смысле (но и в этом случае для провинции гораздо важней торговые отношения с США, куда направляются 85 % экспортной продукции Квебека, а соседние канадские провинции скорее конкуренты в этой торговле);
- Национализация энергетического сектора провинции (в том числе, распределения);
- Смещением основы этнокультурного самоопределения квебекцев с религиозной сферы (католичество) в акцентированную языковую (французский язык) (в отличие от франкоканадских эмигрантов и их потомков в соседней Новой Англии);
- Принуждение новоприбывших в провинцию Квебек эмигрантов к принятию главенства французского языка над английским, лишение эмигрантов-англофонов прав и возможностей отдавать своих детей в обучение в государственные школы Квебека с английским языком преподавания (насильственная ассимиляция), постоянное сокращение финансирования образования на английском языке, другие виды скрытого выдавливания англоязычного населения Канады из провинции Квебек;
- Бегство англо-канадского капитала в провинцию Онтарио, что явилось основой интенсивного строительства Области Большого Торонто.

## Хронология событий
Среди канадских историков нет единого мнения насчет даты начала революции. Предпосылки к «революции» существовали на протяжении всего периода британского правления этой части Северной Америки после того, как Новая Франция стала частью Британской империи в 1763 г. Уже тогда стали очевидны различия в менталитете обоих народов, а ярко выраженная англофобия во Франции вызвала развитие франкофобии в Британии и особенно в её американских владениях: США и Канаде. Так или иначе, конфронтация между англо- и франкоканадцами имела место на протяжении всего периода.
Окончательно терпение франкоканадцев было исчерпано к 1960 г., когда Жан Лесаж, победивший на выборах в Квебеке, инициировал серию либеральных реформ. Дата окончания «революции» также с трудом поддаётся точной констатации, однако чаще всего называется канун Октябрьского кризиса 1970.
Предвестниками революции служили также многие события 1940-х и 1950-х гг. К примеру, забастовка шахтёров асбестовых карьеров в 1949, волнения в Монреале (так называемый «бунт Мориса Ришара») в 1955 г. Важной вехой в подготовке к реформам стали также выступления левой и либеральной интеллигенции, в частности подписание «Глобального протеста» (фр. Le Refus Global), изданного творческой группой так называемых «Автоматистов» (Les Automatistes), и публикация «Les insolences du Frere Untel» (Невежества некоего братца), в которой жёсткой критике подверглась почти всемогущая на тот момент Католическая церковь Квебека. Политический журнал «Свободный город» (Cité libre) стал своего рода интеллектуальным форумом для критиков режима Дюплесси.
Консервативный Дюплесси, являвшийся в то время лидером Национального союза, установил, пусть и не абсолютный, но всё же достаточно крепкий контроль над экономической и социальной сферой жизни квебекцев-франкофонов, во все новые времена составлявшие свыше 80 % населения тогда самой крупной и самой населённой провинции Канады, производившей самую крупную долю национального ВВП. Эта группа поистине оказалась заложницей не только собственного стремления к физическому выживанию («survivance») в условиях англоязычной ассимиляции как со стороны англоязычной Канады, так и США. В условиях подобной угрозы Римско-католическая церковь полагалась также на Коллегию Большой Сотни, поддерживавшей политику поддержания аграрного устоя франкоканадцев и их изоляционизма. С другой стороны, англофоны взяли под контроль бразды финансового управления экономики Квебека. В силу тогдашней малонаселённости провинции, англофоны делали всё возможное, чтобы привлечь новые инвестиции, иностранный (в первую очередь британский) капитал, и новые волны англоязычных иммигрантов, чтобы не допустить отставания канадской экономики от американской. В целом, за исключением англоязычной верхушки, квебекское общество жило в условиях выборных махинаций и коррупции. Тем не менее, католическая церковь всячески поддерживала консервативный Национальный союз, провозгласив: «Голубые небеса лучше горящей преисподней» (с намёком на голубой цвет Национального союза и красный цвет либералов). Католическая церковь также выполняла роль цензуры, составляя перечень запрещённой литературы (Indех Librorum Prohibitorum). Католической церкви также были подконтрольны образовательные (франкоязычные) учреждения Квебека и большая часть сектора здравоохранения (включая больницы, детские дома и пр.)
Как и в большинстве латиноамериканских регионов, Квебек оказался во власти англо-американского капитала. Система синьорий, а затем и католическая церковь делали всё возможное, чтобы оградить франкоканадцев от индустриализации, которая всячески стимулировалась англоязычным большинством Канады для ускорения урбанизации, и соответственно поощрения ассимиляции в крупных городах наподобие Монреаля.
Смерть Мориса Дюплесси в 1959 г., и последовавшая за этим кончина Поля Сове послужили сигналом к началу эволюционных перемен в квебекском обществе. Спустя год после смерти Дюплесси большинство мест в Национальном собрании Квебека получили либералы, чьи лозунги «Станьте хозяевами своего дома» (Maîtres chez nous) и «Переменам быть!» (Il faut que ça change) захватили умы и сердца квебекцев.